# Nanomarsupella xenophylla
Nanomarsupella xenophylla là một loài rêu tản trong họ Gymnomitriaceae. Loài này được (R.M. Schust.) R.M. Schust. miêu tả khoa học lần đầu tiên năm 1996.